# Josh Risdon
Josh Risdon (Bunbury, 27 de julio de 1992) es un futbolista australiano que juega en la demarcación de defensa para el Perth Glory F. C. de la A-League.

## Selección nacional
Tras jugar con la selección de fútbol sub-23 de Australia, el 17 de noviembre de 2015 hizo su debut con la selección absoluta en un encuentro contra Bangladés que finalizó con un resultado de 0-4 a favor del combinado australiano tras los goles de Mile Jedinak y un triplete de Tim Cahill.

## Clubes
| Club                           | País      | Año       | Partidos | Goles |
| ------------------------------ | --------- | --------- | -------- | ----- |
| Perth Glory F. C.              | Australia | 2010-2017 | 153      | 2     |
| Western Sydney Wanderers F. C. | Australia | 2017-2019 | 35       | 0     |
| Western United F. C.           | Australia | 2019-2024 | 96       | 4     |
| Perth Glory F. C.              | Australia | 2024-     | 1        | 0     |